# Кудреватых, Ирина Петровна
Кудреватых Ирина Петровна (бел. Кудраватых Ірына Пятроўна; род. 18 сентября 1952, г.Минск) — советский и белорусский филолог, доктор филологических наук, профессор. Профессор кафедры языкознания и лингводидактики филологического факультета  Белорусского государственного педагогического университета им. Максима Танка.

## Биография
Родилась в 1952 году в г. Минске
В 1976 году окончила литературно-музыкальное отделение филологического факультета Минского государственного педагогического института имени М.Горького, начала работать в педагогическом институте на отделении иностранных учащихся.
В ноябре 1989 года Ирина Петровна защитила кандидатскую, в январе 2002 года – докторскую диссертацию.

## Научная деятельность
Основные научные интересы Ирины Петровны Кудреватых лежат в области коммуникативной стилистики художественного текста и функциональной грамматики. Выступает в печати с 1982 года. Является автором свыше 180 научных и научно-методических работ, среди которых монографии «Стилистическая роль синтаксических единиц (блоков информации) в структуре русского художественного текста» и «Блок информации как единица анализа художественного текста: грамматико-стилистический аспект», является соавтором первого в лексикографической практике «Белорусско-азербайджанского словаря» (2015).
И.П. Кудреватых занимается подготовкой учебно-методических пособий по филологическим дисциплинам для студентов вузов. Под её редакцией опубликованы 3 практикума по культуре речи, учебные пособия «Коммуникативные аспекты культуры речи», «Риторика», Словарь-справочник по культуре речи, учебное пособие «Русский язык для китайских учащихся» и др.

### Избранные труды
Кудреватых И.П. Стилистическая роль синтаксических единиц (блоков информации) в структуре русского художественного текста: Монография. – Минск: БГПУ, 2001. – 202 с.
Кудреватых И.П. Модальность как смысловой код художественного текста // Стил. – Междун. журнал. – Београд, 2007. – № 6. – С. 101–113.
Кудреватых И.П. Поэзия грамматики Э. Межелайтиса // Художественный текст: восприятие, анализ, интерпретация //  Вильнюс, 2008. – № 6 (2). – С. 163–169.
Кудреватых И.П. Изобразительный синтаксис прозы Татьяны Толстой // Вучоныя запiскi. Сер. мовы i лiтаратуры, грамадска-палiтычных навук. – №1. – Баку–Минск, 2010. –  С.77–83.
Кудреватых И.П. Концептуальные характеристики языковых особенностей дискурсивного пространства Татьяны Толстой // «Весцi» БГПУ, 2012. – № 3. – Серия 1. Педагогика. Психология. Филология. – С. 39-43.
Кудреватых И.П. Грамматико-стилистические категории художественного текста и их экспликация // «Язык. Текст. Дискурс». – Научный альманах: Вып. 10. – Ставрополь, 2013. – С. 30-39.
Кудреватых И.П. Блок информации как единица анализа художественного текста: грамматико-стилистический аспект.  – LAMBERT, Akademic Pablischen. – Berlin, 2014. – 284 с.
Кудреватых И.П. Концепт как единица ассоциативного развертывания художественного дискурса // «Вести» БГПУ. – Сер. Педагогика. Психология. Филология. – 2016. – № 2 (88). – С. 50–55.
Кудреватых И.П. Художественный текст как особая социолингвистическая данность // Ученые записки УО «ВГУ им. П.М. Машерова: спецвыпуск, посв. юбилею д-ра филолог. наук, проф. В.А. Масловой. – Витебск, 2018. – Т 27. – С. 120–124.
Кудреватых, И.П. Ассоциативно-смысловая структура художественного текста И. Шкляревского // Текст, контекст, интертекст XV  Виноградовские чтения. – В 3 т. – Т. 1: Русский язык. Методика преподавания филологических дисциплин. – Москва: Книгодел; МГПУ, 2019. – С. 230–237.
Кудреватых И.П. Метафора и ее роль в структуре художественного текста // Современный русский язык: функционирование и проблемы преподавания. – Российский культурный центр, Научно-исследовательский и методический центр русистики университета им. Л. Этвеша. – Будапешт, 2020. – С. 185–191.
Кудреватых И.П. Научно-педагогическая школа коммуникативной стилистики художественного текста и функциональной грамматики // Научно-педагогические школы БГПУ. – Минск: БГПУ, 2020. – С. 157–167.
ЛИТЕРАТУРА ОБ И.П. КУДРЕВАТЫХ
1. Кудраватых Iрына Пятроўна // Хто ёсць хто ў сучаснай беларускай лiнгвiстыцы. – Мiнск: БДУ, 1997. – С. 54.
2. Кудраватых Iрына Пятроўна // Беларуская энцыклапедыя: у 18 т. – Т. 18. Кн. 1. – С. 413.
3. Кудраватых Iрына Пятроўна. Мой гонар – удзячныя вучнi…// Настаўнiк. 16 лiстапада 2020 года. – № 13 (1251).